# Juste Guérin
Pour les articles homonymes, voir Guérin.
Juste Guérin, né en 1578 à Tramoyes et mort le 3 novembre 1645 à Rumilly, est un prélat savoyard du XVIIe siècle. 

## Biographie
Balthazar Juste Guérin, fils de Claude Guérin et de Jeanne Bajard, naît en 1578 à Tramoyes,.
Il entreprend des études de droit dans la capitale des États de Savoie, Turin, puis à Pavie. Il fait son noviciat auprès de la congrégation des barnabites de Monza. Il reçoit à cette occasion le surnom de Juste, qu'il portera par la suite. Il est ordonné prêtre en 1605.
Juste Guérin est membre de la congrégation des barnabites de Milan et il établit, aux instances de François de Sales, des maisons de son ordre à Turin, à Annecy et à Thonon. Il refuse successivement les évêchés de Turin et de Mondovi, il est toutefois prévôt du collège de Turin, en 1618. Finalement, il accepte le siège de Genève, en résidence à Annecy, en 1639.
Guérin établit à Annecy le séminaire de son diocèse, et en donne en 1640 la direction aux prêtres  de la Mission. Il fond aussi deux chaires de théologie dans le collège d'Annecy et se retire à Rumilly, où il meurt le 3 novembre 1645.

### Article lié
- Liste des évêques de Genève